# Pavel Širuček
Pavel Širuček (* 20. listopadu 1992, Karviná) je český stolní tenista a reprezentant. V současnosti (leden 2022) je český hráč číslo jedna a na světovém žebříčku ITTF se nachází na 61. místě. Nejvýše na světovém žebříčku byl v březnu 2020, kdy byl umístěný jako 44. hráč světa.

## Kariéra
Pavel Širuček zažil svůj první velký úspěch na světové úrovni v roce 2010, kdy se stal stříbrným medailistou z mistrovství světa juniorů. Je trojnásobným účastníkem mistrovství světa jednotlivců (2011, 2013, 2019) a dvakrát si zahrál mistrovství světa družstev (2016 a 2018). V letech 2015, 2018 a 2021 se účastnil mistrovství Evropy (2015 – družstva, 2018 a 2021 – jednotlivci).
Pavel Širuček působil v letech 2013–2016 v české extralize v klubu HB Ostrov. Od roku 2016 působí v polské nejvyšší soutěži v klubu Bogoria Grodzisk Mazowiecki. Na konci roku 2021 potvrdil návrat do české nejvyšší soutěže opět do klubu HB Ostrov, kde by měl začít hrát v sezóně 2022/23.
V roce 2020 se dostal na olympijské hry v Tokiu, kterých se ale později kvůli pozitivnímu testu na nemoc covid-19 nemohl účastnit.